# Amy Williams
Amy Williams, född den 29 september 1982 i Cambridge, är en brittisk skeletonåkare som vann guldmedalj i damernas skeletontävling vid OS i Vancouver 2010.
Ursprungligen var Williams 400-meterslöpare, men lyckades aldrig kvalificera sig till det nationella friidrottslaget. Hon började istället tävla i skeleton 2002, och tog VM-silver vid sin första stora tävling, FIBT-världsmästerskapen i Lake Placid 2009.